# Tiki Fulwood
Ramon "Tiki" Fulwood (n, 23 mai 1944, Philadelphia, Pennsylvania – d. 29 octombrie 1979) a fost un baterist pentru trupele de funk Parliament și Funkadelic. A fost membru al Rock and Roll Hall of Fame fiind inclus în 1997 alături de alți 15 membri ai Parliament-Funkadelic.